# Idaho City
Idaho City è una città degli Stati Uniti d'America, situata nell'Idaho e in particolare nella Contea di Boise, della quale è anche il capoluogo.